# Réduction des nitriles
Les réductions des nitriles sont un type de réaction organique visant à réduire un groupe nitrile (—C≡N) présent dans un composé organique en un groupe amine (—CH2—NH2) ou aldéhyde (—HC=O) à l'aide de divers réactifs,.

## Hydrogénation catalytique
L'hydrogénation catalytique des nitriles est souvent la voie la plus économique pour la synthèse d'amines primaires. Parmi les catalyseurs utilisés, on compte beaucoup de composés des métaux du groupe 10 tels que le nickel de Raney,,, le noir de palladium, ou le dioxyde de platine. Il existe cependant d'autre catalyseurs comme le borure de cobalt (en), qui présentent l'avantage d'être régiosélectifs pour la production d'amines primaires :
R-C≡N + 2 H2 → R-CH2NH2
Parmi les applications commerciales, on compte la production de l'hexaméthylènediamine à partir de l'adiponitrile, un précurseur du Nylon 66 (en).
Selon les conditions de réaction, les imines, l'intermédiaire réactionnel, peut subir une attaque de l'amine finale pour produire des amines secondaires ou tertiaires :
2 R-C≡N + 4 H2 → (R-CH2)2NH + NH3
3 R-C≡N + 6 H2 → (R-CH2)3N + 2 NH3
Dans ce cas de figure, une énamine est l'intermédiaire réactionnel. Le plus important facteur permettant de s'assure la production d'amines primaires est le choix du catalyseur, viennent ensuite celui du solvant, le pH de la solution, les effets stériques, la température, et la pression en dihydrogène.

## Réductions stœchiométriques

### En amines
Parmi les agents réducteurs utilisé pour la réduction non catalytique des nitriles en amines, on compte le tétrahydruroaluminate de lithium, le borohydrure de lithium, le diborane et le sodium métallique dans des solvants de type alcool.

### En aldéhydes

Mécanisme pour la réduction d'un nitrile en aldéhyde avec le DIBAL-H.

Les nitriles peuvent aussi être convertis en aldéhydes par réduction et hydrolyse. La synthèse d'aldéhyde de Stephen utilise le chlorure d'étain(II) et l'acide chlorhydrique pour former un sel d'iminium qui est ensuite hydrolysé en amine. On peut aussi former des aldéhydes avec un donneur d'hydrogène formant un imine qui est ensuite hydrolysé in-situ. On utilise pour ça par exemple de l'acide formique avec un catalyseur pour hydrogénation ou des hydrures métalliques comme le borohydrure de sodium dans un solvant alcoolique avec comme catalyseur CoCl2 ou le nickel de Raney.
Un hydrure courrament utilisé pour convertir les nitriles en aldéhydes est l'hydrure de diisobutylaluminium  ou DIBAL-H. Le mécanisme proposé pour expliquer la réaction implique que le DIBAL forme un adduit acide-base de Lewis avec le nitrile via la formation d'une liaison N-Al ; l'hydrure est ensuite transféré de l'aluminium au nitrile, et le sel d'iminium est ensuite hydrolysé pour obtenir l'aldéhyde désiré.

## Méthodes électrochimiques
Il est possible de réduire les nitriles de benzyle électrochimiquement,.